# Vármegyeháza (Balassagyarmat)
A balassagyarmati (volt) Vármegyeháza Nógrád vármegyének volt a központja az 1950-es megyerendezésig, amikor a megyeszékhely átkerült Salgótarjánba.  Ma az épületben a Mikszáth Kálmán Gimnázium, Szakközépiskola és Szakiskola és a Fidesz helyi irodája működik.

## Története
Balassagyarmat 1790-től székhelye Nógrád vármegyének. Az új vármegyeháza építését 1832-ben kezdték el a 18. századi császári laktanya helyére Kasselik Ferenc Tervei Alapján. Az építkezést 1835-re fejezték be, az elkészült épület mögé 1842-ben elkezdték építeni a vármegyei börtönt, amit 1845-ben adtak át.
Az 1950-es megyerendezés után Balassagyarmattól elvették a megyeszékhelyi címet, de a Nógrád Megyei Tanács ebben az épületben alakult meg, mert Salgótarjánban nem voltak meg a feltételek a tanács alapítására. Végül 1952-ben, ahogy meglettek a feltételek a tanács is átköltözött Salgótarjánba, és csak a Megyei Bíróság maradt a városban a megyei hivatalok közül.
A régi Vármegyeházára ezek után elvesztette eredeti szerepét. Épületében működött egy ideig a városi Finomkötött, a MH. 6. sz. Bottyán János Középiskolai Honvéd Kollégium, a Mikszáth Kálmán Művelődési Központ, a Városi Levéltár és a Horváth Endre Galéria, a Mikszáth Kálmán Gimnázium, Szakközépiskola és Szakiskola Hétvezér úti főépületén kívül itt is vannak tantermei a mai napig.
A városi önkormányzat 2014-ben pályázatot nyújtott be a vármegyeháza épületének felújítására, valamint a hozzá kapcsolódó börtön kiköltöztetésére a város szélére, az épületegyüttesben pedig kulturális komplexumot, börtönmúzeumot és börtönhotelt hoztak volna létre. Azonban Balassagyarmaton nem került sor börtön építésére. Az épület homlokzatát 2016 és 2017-ben újította fel az önkormányzat, ami során visszakerült a „Nógrád a közügyért” felirat is, ami 1950 után távolítottak el, miután a város elvesztette a megyében a vezető szerepét.

### Érdekességek
- Petőfi Sándor városban tett látogatásakor meglátogatta a Vármegyeházát és az akkor épülő börtönt.
- Madách Imre 1842 és 1848 között, Mikszáth Kálmán 1871 és 1873 között volt itt vármegyei aljegyző.
- I. Ferenc József 1894-es látogatása során itt szállt meg, a kísérete a Magyar Királyi Szállón, a mai Városházán.